# Убити Ющенка!
«Убити Ющенка!» (фр. Tuez Iouchtchenko!) — бульварний роман (еротичний і політичний детектив) французького письменника та журналіста Жерара де Вільє про події помаранчевої революції в Україні 2004 року. Це 158-ий за рахунком роман французького письменника в серії «SAS» про пригоди агента Малко Линжа (Линґе). Роман вийшов 2005 року французькою мовою. У 2006 році був перекладений та виданий українською у перекладі Євгенії Кононенко.

## Сюжет
Дія роману відбувається в Києві, який являє собою «похмурі двадцятиповерхові коробки». Кияни одягаються в чорні шкіряні пальта або куфайки, а на голові носять вовняні шапочки. Дівчата полюють в барах за багатими іноземцями, щоб заробити долари на іноземну косметику.
Періодично співпрацюючий з ЦРУ, європеєць князь Малко Лінж приїжджає в Україну під виглядом спостерігача ОБСЄ напередодні другого туру виборів з метою запобігання отруєнню Віктора Ющенка. Перша спроба отруєння відбувається на дачі заступника голови СБУ Володимира Сацюка, який не симпатизує американцям, на відміну від голови СБУ, Ігоря Смешка, «вірного чоловіка». Малко Лінжа вводить у курс справ резидент ЦРУ, який повідомляє, що під загрозою зриву перебуває одна з першочергових для президента США Джорджа Буша «операція „Україна“». Ця операція, що ставить за мету «повернення країни у бік Заходу», «відірвати Україну від Російської імперії», була розпочата 2002 року, коли ЦРУ стало вкладати зусилля і гроші, «щоб допомогти Віктору Ющенку. Для цього використовувалася прихована приватна допомога, неурядові організації, українська діаспора влаштувалася в США та Канаді». Проте російський президент Володимир Путін ставить завдання зірвати операцію «Україна»; під прямим керівництвом полковника ФСБ, що працює в російському посольстві в місті Київ, агенти Кремля намічають вбивство прозахідного кандидата. ЦРУ теж припускає повторну спробу вбивства Ющенка, але оскільки «не можна бичувати Росію за її залученість в українські вибори і при цьому виявляти нашу» (американську), то на допомогу ЦРУ викликається позаштатний агент Малко Лінж, який отримує в своє розпорядження співробітницю американського посольства та пістолет.
Відбувається переслідування Малко Лінжа. Вбивця намагається втопити його в цистерні з горілкою. Малко Лінж знищує агентів російських спецслужб то в сауні готелю, то в церкві, то в селищі супербагатіїв. Для переконання голови адміністрації українського президента Леоніда Кучми помічниця Малко використовує станковий кулемет. В американському посольстві Лінж отримує роздруківки розмов українських абонентів, резидент ЦРУ своєчасно постачає його незареєстрованою у злочинах зброєю. Малко сприяють також повії, маргінальний журналіст, кримінальний авторитет.
Події закінчуються у вечір після проведення третього туру, в штаб-квартирі «Нашої України», шумно святкують перемогу разом із спостерігачами ОБСЄ, «які всі були на боці Ющенка». Оголошується про те, що він набирає 73 % голосів; в той же час співробітниця американського посольства таємно повідомляє Малко, що «цифри несправжні, це всього лише для того, щоб розігріти зал! Голосування ледь закінчилося». Малко вдається в останню мить перехопити вбивцю, вбрану в усі помаранчеве; вона збиралася убити Ющенка поцілунком, намазавши губи отруйною помадою.
Тріумфує демократія і американська ефективність, а російські спецслужби терплять фіаско, оскільки «через обмеженість свого мислення силовик Володимир Путін не помітив, як прийшов вітер свободи».